# Synthèse de thiocarbamate de Riemschneider
La synthèse de thiocarbamate de Riemschneider est une méthode de production de thiocarbamate aromatique  à partir du thiocyanate aromatique correspondant,
Le thiocyanate est traité par l'acide sulfurique puis est hydrolysé dans de l'eau glacée.
Cette réaction a été découverte par le chimiste allemand Randolph Riemschneider.